# Josef Armberger
Josef Armberger (26 de junho de 1920 - 21 de agosto de 1944) foi um oficial austríaco que serviu na  durante a Segunda Guerra Mundial. Foi condecorado com a Cruz de Cavaleiro da Cruz de Ferro.